# George Wiley
George Ellsworth Wiley (Little Falls, 7 maggio 1881 – Little Falls, 3 marzo 1954) è stato un pistard statunitense.
Wiley partecipò ai Giochi olimpici di Saint Louis 1904 in quattro delle sette gare di ciclismo previste all'epoca. Vinse un argento nella gara delle cinque miglia e un bronzo in quella delle venticinque miglia. Wiley guadagnò anche un quarto posto nella gara del mezzo miglio mentre fu eliminato nella gara di un miglio.
Nel 1912, Wiley fu campione del mondo di mezzofondo. Dopo essersi ritirato dal ciclismo, nel 1925, divenne allenatore della squadra di baseball degli Utica Braves.

## Piazzamenti

### Competizioni mondiali
- Giochi olimpici

St. Louis 1904 - Mezzo miglio: 4º
St. Louis 1904 - Un miglio: eliminato al primo turno
St. Louis 1904 - Cinque miglia: 2º
St. Louis 1904 - Venticinque miglia: 3º
- Campionati del mondo 1912

Mezzofondo: vincitore